# Škotska kavarna
Škotska kavarna (poljsko Kawiarnia Szkocka) je bila kavarna v Lwówu, Poljska (sedaj Lvov, Ukrajina) kjer so v 1930-ih in 1940-ih poljski matematiki iz lvovske matematične šole skupaj razpravljali o raziskovalnih problemih in še posebej s področja funkcionalne analize in splošne topologije.
Stanisław Marcin Ulam je pripovedoval, da so imele mize kavarne marmornate plošče, tako da so lahko med svojimi razpravami pisali s svinčnikom neposredno na mizo. Da se rezultati ne bi izgubili in potem, ko se je zaradi njihovega pisanja neposredno na mize razjezila, je žena Stefana Banacha Łucja matematikom priskrbela velik zvezek, ki so ga uporabljali za pisanje nalog in odgovorov in je sčasoma postal znan kot Škotska knjiga (Księga Szkocka). Knjigo – zbirko rešenih, nerešenih in celo verjetno nerešljivih problemov – si je lahko izposodil vsak od gostov kavarne. Reševanje katerega koli od problemov so nagradili z nagradami, najtežji in najzahtevnejši problemi pa so imeli drage nagrade (v času velike depresije in na predvečer 2. svetovne vojne), kot je steklenica dobrega brandyja.
Za problem 153, ki je bil pozneje prepoznan kot tesno povezan z Banachovim »osnovnim problemom«, je Stanisław Mazur ponudil nagrado živo gos. Ta problem je rešil šele leta 1972 švedski matematik Per Enflo. Na slovesnosti, predvajani po vsej Poljski, so mu predstavili živo gos.
V zgradbi Kavarne je sedaj kavarna Szkocka Restaurant & Bar (imenovana po izvirni Škotski kavarni) in Hotel Atlas Deluxe na hišni številki 27 Prospekta Tarasa Ševčenka.